# 富士高校放火事件
富士高校放火事件（ふじこうこうほうかじけん）とは、1973年（昭和48年）に起きた都立富士高校（東京都中野区弥生町）が放火された事件である。
この事件で逮捕された被告は一審、二審ともに無罪判決で確定。事件は未解決事件となった。

## 概要
1973年10月26日、東京都中野区弥生町にある都立富士高校の三ヶ所から出火する事件が発生。非常ベルが鳴ったこともあり、被害はそれほど大きなものにはならなかったものの、六十七平方メートル余りが焼けた。
捜査では同校に所属している生徒への聞き込みが開始された。そして容疑者として同高校定時制に在籍しているA（当時29歳）が浮上した。Aは住居侵入の前科があった。
Aは先ず別件の警察の制服を盗んだ窃盗の容疑で逮捕。Aは窃盗についてはすぐに認めた。家宅捜索によって他に十二件の窃盗が発覚してこれについては中野簡易裁判所に起訴され有罪が確定。放火については当初否認した後、自白、否認を繰り返した後、現住建造物等放火罪で起訴された。

## 裁判経過
弁護側は裁判で自白調書について、取調べにおいてAが人間国宝に認定されていた芸術家と男色関係にあったこと、自身が被差別部落の出身者であること、などを公表すると脅されて自白したものであり、加えて重度の痔疾を患っていたにもかかわらず「自白を撤回しない」との誓約書を書くまで入院が許されなかったとして自白の任意性を否定、証拠能力がないと主張した。また、逮捕のきっかけとなった学友の証言についても信用できないと主張した。1975年（昭和50年）3月17日、一審東京地方裁判所は無罪判決を下した。判決では自白調書は任意性がないとして退け、証拠能力があるとした四通の自白調書も信用性がないとした。また、目撃者Bの目撃証言を供述が変化しているなどとして信用性を否定した。検察はこの判決を不服として控訴した。
1978年（昭和53年）3月29日、東京高等裁判所は再び無罪判決を下した。判決では一審で証拠能力を認めた四通の自白調書についても任意性を否定して証拠能力はないとした。さらに二審で証言を訂正したBの証言も再び信用性がないとした。検察はこの判決に対して上告せずに無罪判決が確定した。
その後Aは放火事件の捜査を担当した警察官を特別公務員暴行陵虐罪で刑事告訴したが、検察官によって不起訴となり、これを不服として東京地裁に付審判を請求したがそれも棄却された。

## 国家賠償訴訟
Aは警察による捜査および検察の取調べ、訴追に違法性があったとして、都と国を相手取り国家賠償請求を訴えた。1984年（昭和59年）12月に下された一審判決で東京地裁は、逮捕・勾留の違法性は認めなかったが、自白の強要、ポリグラフ鑑定の結果を裁判所に送付しなかったこと、ならびに控訴の提起・追行について違法性を認め、慰謝料200万円の賠償を命じた。検察が控訴して行われた二審判決は1986年（昭和62年）12月に下され、警察による余罪取調べを一審同様に違法、ただし控訴の提起・追行については適法とし、慰謝料300万円の賠償を命令、のち確定した。